# Enrique Facussé
Enrique Roberto Facussé Hasbum (ur. 30 grudnia 1998 w Tegucigalpie) – honduraski piłkarz występujący na pozycji bramkarza, od 2024 roku zawodnik kolumbijskiego Interu Palmira.